# Houdain
 Houdain  es una población y comuna francesa, situada en la región de Norte-Paso de Calais, departamento de Paso de Calais, en el distrito de Béthune y cantón de Houdain.

## Demografía
| 8869 | 8807 | 8483 | 7746 | 7930 | 7771 |
| Para los censos de 1962 a 1999 la población legal corresponde a la población sin duplicidades (Fuente: INSEE [Consultar]) |      |      |      |      |      |